# Wilhelm Davidsson
Oscar Wilhelm Davidsson, född 12 maj 1884 i Malmö, död 30 mars 1967 i Stockholm, var en svensk ingenjör.
Wilhelm Davidsson var son till handelsmannen Nils Davidsson. Efter privatstudier genomgick Davidsson Tekniska högskolans avdelning för maskinbyggnad och mekanisk teknologi och utexaminerades som civilingenjör 1909. 1909-1910 arbetade han som konstruktör vid Maschinenfabrik Esslingen i Stuttgart, var 1911-1918 konsulterande ingenjör i Stockholm och tjänstgjorde 1913-1937 vid Tekniska högskolan som speciallärare i läran om hiss- och transportanordningar. 1914-1918 var han Tekniska högskolans sekreterare och från 1918 förste ingenjör vid och föreståndare för Stockholms hamnstyrelses maskinavdelning, från 1938 som dess chef. Davidsson var föredragande i Tekniska högskolans byggnadskommitté angående utrustning av högskolans nya laboratorier 1916-1922. Davidsson publicerade ett 20-tal artiklar och avhandlingar i tekniska ämnen, särskilt rörande hiss- och transportanordningar, främst Teori för backbromsar (1928). Han gjorde flera uppfinningar, till exempel en automatisk stormsäkring för brokranar (1939).